# Евелін Кол'єр
Евелін Кол'єр (англ. Evelyn Colyer; 16 серпня 1902 — 6 листопада 1930) — колишня британська тенісистка.
Найвищим досягненням на турнірах Великого шолома були фінали в парному розряді.
Завершила кар'єру 1930 року.

## Фінали турнірів Великого шолома

### Парний розряд (4 поразки)
| Результат | Рік  | Турнір               | Партнерка     | Суперниці                    | Рахунок        |
| --------- | ---- | -------------------- | ------------- | ---------------------------- | -------------- |
| Поразка   | 1923 | Вімблдонський турнір | Джоан Остін   | Сюзанн Ленглен Елізабет Раян | 3–6, 1–6       |
| Поразка   | 1925 | Чемпіонат Франції    | Кітті Маккейн | Сюзанн Ленглен Жулі Власто   | 1–6, 11–9, 2–6 |
| Поразка   | 1926 | Чемпіонат Франції    | Кітті Маккейн | Сюзанн Ленглен Жулі Власто   | 1–6, 1–6       |
| Поразка   | 1926 | Вімблдонський турнір | Кітті Маккейн | Мері Браун Рендолф Лайсетт   | 1–6, 1–6       |